# Julia Margaret Cameron

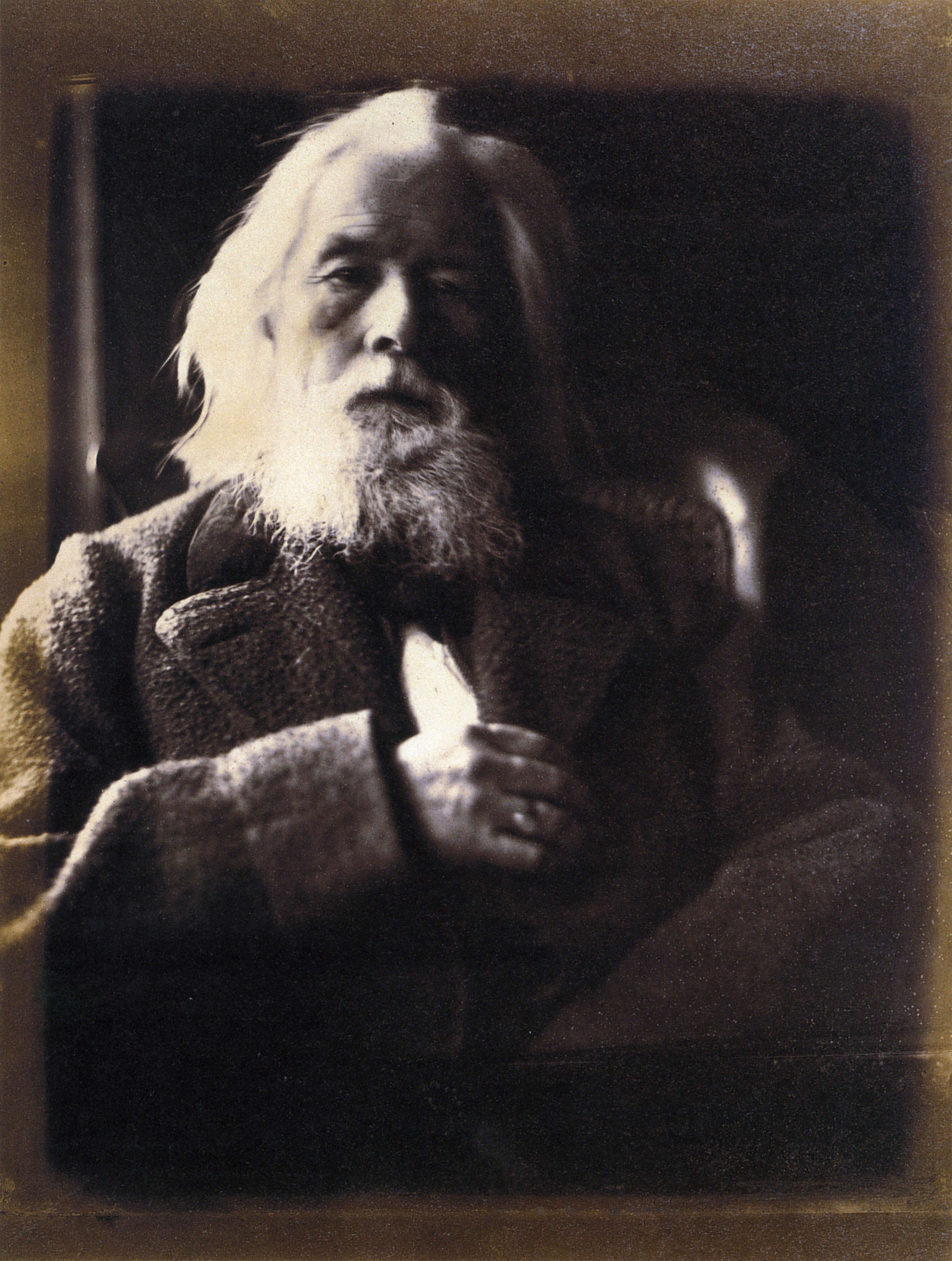
Charles Hay Cameron, el seu marit (1864); còpia a l'albúmina

Julia Margaret Cameron (11 de juny de 1815 - 26 de gener de 1879) va ser una fotògrafa britànica que es va dedicar al retrat fotogràfic de tipus artístic, així com a la representació escenogràfica d'al·legories que l'emmarquen en el corrent de la fotografia academicista.
Tot i que va tenir una carrera curta (1864-1875), es va fer coneguda per retrats de celebritats de l'època (entre les quals hi ha Charles Darwin, Alfred Tennyson, Robert Browning, John Everett Millais, William Michael Rossetti, Edward Burne-Jones, Ellen Terry i George Frederic Watts) i per les seves fotografies de temes llegendaris. Malgrat que la crítica contemporània no va gaire apreciar el seu estil, ha tingut un impacte en els fotògrafs moderns, especialment els primers plans tancats que utilitzava en els seus retrats.
Va arribar a exposar a l'Exposició Intercolonial de 1870 a Sydney (Austràlia), i la seva obra va ser reconeguda pòstumament, juntament amb la de Lewis Carroll, gràcies a la reivindicació per part dels fotògrafs del pictorialisme, i també al suport del grup literari de Bloomsbury i a la seva reneboda Virginia Woolf.

## Biografia
El seu pare era oficial de la companyia britànica de les Índies Orientals i la seva mare descendent d'aristòcrates francesos. De 1818 al 1834 va estudiar a París i Anglaterra. A l'Índia va conèixer el seu marit, Charles Hay Cameron, que era propietari d'una gran plantació de te; aquest, vint anys més gran que ella, li proporciona una vida més que esplaiada. Així, el 1848 es van mudar a Anglaterra i el 1860 es van establir a l'Illa de Wight, on van ser veïns de la família d'Alfred Tennyson, els quals va fotografiar en moltes ocasions. El 1863, als 48 anys, la seva filla li regala una càmera de fotos, i va ser llavors quan va començar la seva carrera fotogràfica. Cameron era una aristòcrata ociosa que encaixava perfectament en la societat de l'Anglaterra victoriana, i en aquest context tenir d'afició la fotografia era bastant exclusiu. L'any següent va aconseguir, tal com ella el va anomenar, «el seu primer èxit» (la fotografia Annie, my first success), que era la primera fotografia de la qual se sentia satisfeta. Aquell mateix any va passar a ser membre de la Photographic Societies of London and Scotland.
Va arribar a un acord amb el marxant d'art Colnaghi pel qual aquest s'ocupava d'imprimir i vendre fotografies, i va registrar les seves fotos al Fine Arts Registres of the Public Record Office, entre 1854 i 1875. El 1864 exposa a la galeria Colnaghi's de Londres. Dos anys més tard exposa a la galeria Francesa de Londres i guanya la medalla d'or de Berlín.
Es va comprar una altra càmera de plaques de 12×15 cm, amb una lent focal de 30 s, i treballava amb obertures grans i exposicions de 3 a 7 minuts. El 1868 va exposar a la galeria Alemanya de Londres i Charles Darwin la va contractar perquè li fes uns retrats.
El 1874, un any després de la mort de la seva filla, va començar a escriure Annals of my glass house i va fer les fotografies per il·lustrar les edicions del llibre Idylls of the king and other poems, del poeta Alfred Tennyson, que conté 12 imatges seves. L'any 1875 realitza la segona part del llibre de poemes en el mateix format que l'anterior i es muda a Ceilan (actualment Sri Lanka), on va morir el 1879.

## Obra
Sembla que Oscar Gustave Rejlander i Lewis Carroll la van instruir en fotografia; ambdós fotògrafs van retratar Cameron, la seva família i la seva casa a l'Illa de Wight. El 1863 Rejlander va anar a l'illa a fotografiar el poeta Alfred Tennyson, el seu veí, i hauria sigut Cameron que li va ensenyar les tècniques bàsiques. També s'estava a l'illa C. Jabez Hughes, que va escriure que «quan les ments que cerquen expressar idees morals i bellesa religiosa emprin l'art fotogràfic, llavors podran enorgullir-se d'aquest art i aixecar-lo». Aquesta visió concorda totalment amb la forma de veure la fotografia de Cameron. La literatura, el Renaixement, la pintura prerafaelita i la Bíblia la van influenciar. En una carta dirigida al seu amic sir John Herschel, Cameron li va explicar que volia alinear la fotografia amb l'art, i va escriure: «les meves aspiracions són ennoblir la fotografia i alçar-la a la categoria d'art, combinant la realitat amb la poesia i la bellesa ideal». Pensava que la fotografia era la forma de ressuscitar l'art sacre: per als victorians l'art era una tècnica; l'art fi era expressió però no necessàriament ètic, però l'art alt era l'art sacre.

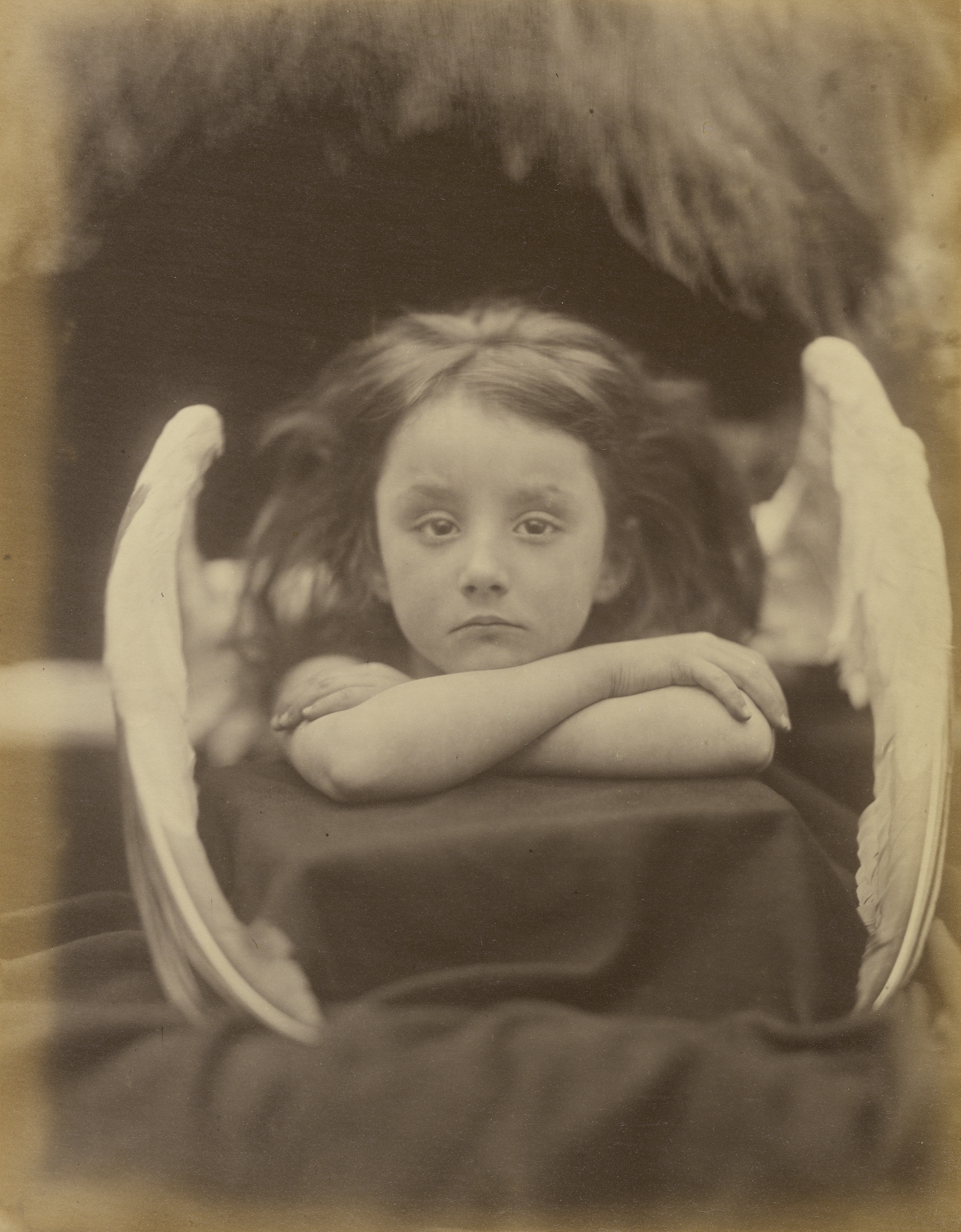
I Wait (1872); còpia a l'albúmina

Per la seva posició social i econòmica, Cameron va poder mantenir-se fidel als seus principis estètics amb més tenacitat que altres col·legues. A la seva casa de camp va transformar el dipòsit de carbó en cambra fosca i el galliner en estudi.
Cameron feia moltes còpies del negatiu, fins que se sentia satisfeta del resultat. Mai retocava ni ampliava els negatius, sinó que treia còpies per contacte de les seves enormes plaques humides. Va esdevenir una fotògrafa ermitana, descurada en vestir, bruta en el seu propi treball (els seus negatius porten taques i empremtes dactilars) i apassionada en les seves creacions.
Es va traslladar a l'illa de Wight amb la seva família per viure prop del seu amic, el poeta Alfred Tennyson, i on va organitzar un veritable grup literari. La personalitat de Cameron és una barreja d'excentricitat, geni, instint i inspiració. En els seus retrats, aconsegueix captar la força expressiva dels seus models, amb tant de mestratge com podria fer-ho un pintor. Realitzava exposicions de set segons en plaques de 30x40 cm. La seva meta era reproduir la grandesa de la persona interior al mateix temps que els trets de la persona exterior, i ho aconseguí, com s'aprecia en el seu Portrait of Sir John Herschel. Aquest és un típic retrat masculí de Cameron: el cos és reduït a gairebé només el cap, sense cap mena de referència externa, i se'n fa una icona que implica intel·ligència, individualisme i, per sobre de tot, genialitat. En canvi, els seus retrats femenins, els tracta de forma diferent; aquests ressalten l'ideal de bellesa del Renaixement, de vegades amb ajuda de complements, com les ales de la fotografia I Wait, que evoquen les pintures d'àngels del Renaixement.
Volia realitzar obres genuïnes, captar la bellesa ideal que emana del rostre dels models. Els seus retrats de primers plànols són en realitat primeríssims plànols, tal vegada amb una intenció metafísica. Es veu en aquests retrats una clara influència d'un corrent de pensament molt de moda a l'Anglaterra de l'època, la frenologia, que sosté que la intel·ligència i el caràcter de la persona estan marcats en la forma del cap. Sembla que en això incidia l'obsessió per analitzar els rostres, però la seva intenció última era aprofundir cap a l'interior.
Cameron també va conrear la fotografia al·legòrica academicista amb obres com The Kiss of Peace (1859), entre d'altres. És aquesta producció la que la porta a ser integrada en el corrent de la fotografia academicista.

### Tècnica

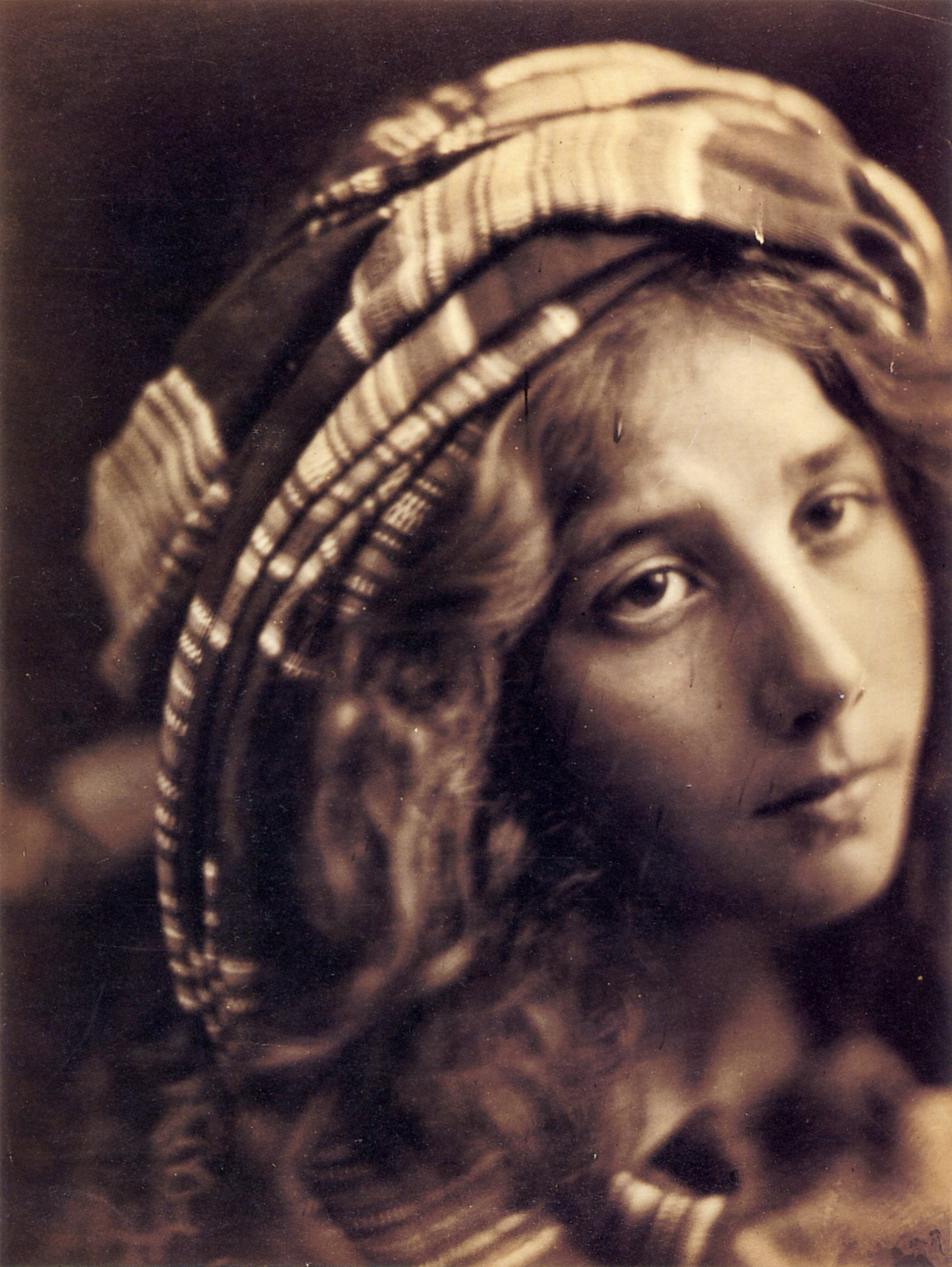
Kate Keown caracteritzada com a Beatrice Cenci (1868); còpia a l'albúmina

Els retrats de Cameron tenen un aspecte flou molt peculiar. Es creu que per atzar va descobrir una combinació d'elements tècnics que li van donar com a resultat la falta de nitidesa, cosa que es va convertir en el seu segell artístic, la cerca de l'efecte flou: un cert desenfocament intencionat. És aquest aspecte flou el que dona un caràcter poètic a les seves fotografies. És per aquest motiu que se la considera una antecedent del pictorialisme fotogràfic del fin de siècle.
Les seves fotografies tenen un aire religiós, de pictorialisme cristià, com les pintures de Rafael. La història sagrada es fon amb la poesia, com en les fotografies de les seves madonnas, que transmeten la puresa.
Menyspreava la tècnica, i per això utilitzava objectius inadequats per a les plaques utilitzades. Amb tot això pretenia obtenir uns efectes que allunyessin la realitat de les imatges captades. Les fotografies es realitzaven amb un objectiu que no cobria el format de les plaques humides utilitzades (20x25 i 30x40 cm) i estaven descurades, amb les plaques tacades o esgarrapades; per aquest motiu la London Photographic Society no la van admetre com mebre. Els fotògrafs la criticaven perquè consideraven la qualitat de les seves fotografies dolenta, ja que no aprofitava els avantatges tècnics de la càmera, com la nitidesa, però per a ella prevalia l'aspecte estètic al tècnic, cercava més l'expressió poètica que la realista, expressió que aconseguia sens dubte i per la qual ha passat a la història de la fotografia.
Rebutjava la idea que la càmera era un objecte per a documentar en comptes de per a crear art.

### Crítica
Els crítics contemporanis la van atacar sistemàticament pels defectes tècnics, però va seguir el seu sistema revelant l'esperit i els trets dels individus més eminents del seu temps. Els detractors de Cameron diuen que el desenfocament de les seves fotos no és deliberat, com que aquest recurs estètic seria molt posterior a la seva època. Segons aquests, alguns dels seus retrats estan moguts a causa de les perllongades exposicions que havia de suportar el model, i altres vegades als objectius que utilitzava, inadequats per a captar el detall.
Segons altres crítics, el desenfocament sí que és deliberat, perquè és de la manera com aconsegueix aquest aspecte poètic en els seus retrats. Moltes de les seves fotografies estan mancades de llum, ja que només aplicava una pobra il·luminació zenital. Tots aquests detalls constitueixen el caràcter de la seva obra. Ningú l'hauria convençuda que apartés una mica la seva càmera del rostre humà que tenia davant; la seva passió va acabar per convertir-se en aquest poètic desenfocament que s'admira en els seus retrats.

### Principals treballs

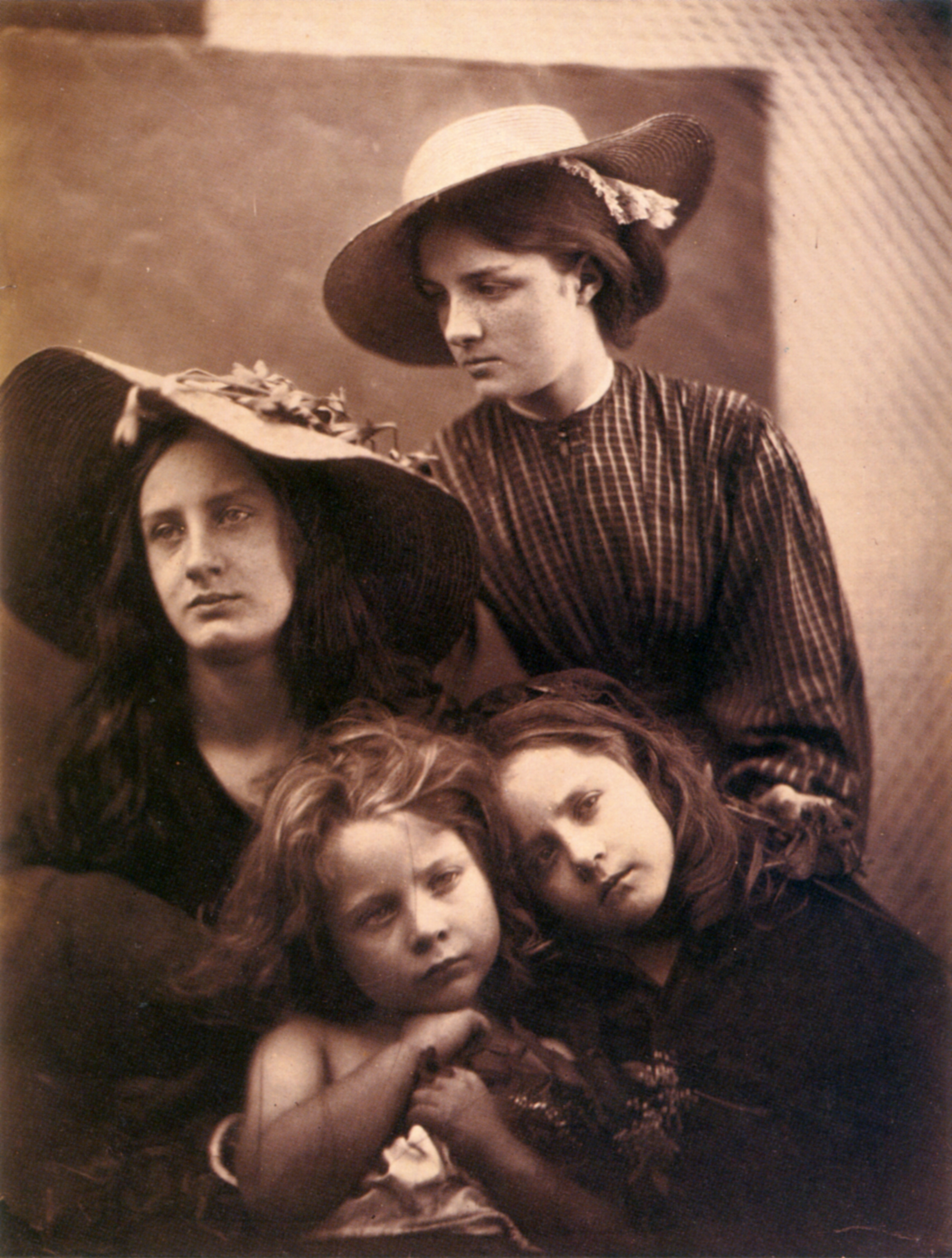
Summer Days (1866); còpia a l'albúmina

Els seus mestres van ser els seus propis amics: el poeta Thomas Carlyle i el pintor i escultor George Frederic Watts, que havia realitzat retrats abans de dedicar-se a les obscures al·legories i que vivia a Londres a casa d'una germana de Cameron. Estimulada per Watts, Cameron va realitzar algunes fotografies al·legòriques i diverses il·lustracions per a la poesia d'Alfred Tennyson, així com molts retrats de Watts, Tennyson i Ellen Terry, la dona de Watts.
Els seus models servien per a buscar personatges i sensacions. Hauria contractat els seus criats segons llurs qualitats fotogèniques, els quals hauria martiritzar amb llarguíssimes exposicions i posats sofisticats.
Els seus retrats més famosos són de personatges anglesos coneguts com a artistes, pertanyents al seu cercle d'amistats, però també en tenia molts de persones desconegudes, sobretot dones. N'hi ha d'aïllats i en grup, com el conegut Summer Days (1866), en el qual apareixen dues dones i dues nenes en un posat deliberadament artificial i amb les mirades perdudes. Hi ha en aquesta obra un lirisme artificial, ja que no busca el realisme o el naturalisme.
El gust per la poesia, la formació religiosa i la pintura la van portar a unir-les en les seves fotos, creant fotografies d'ambient bíblic, com pintures religioses. Les seves composicions al·legòriques amb diversos personatges, tenen un atractiu kitsch, i revelen la influència del seu amic, el pintor victorià George Frederick Watts. Cameron era una àvida creadora d'àlbums fotogràfics, que després regalava a amics i familiars. El 1875, en un dels seus excèntrics arravataments, va decidir tornar a Orient i establir-se a Ceilan, on dos dels seus fills continuaven regentant les seves plantacions. Ningú va poder detenir-la, sempre feia el que volia. A l'estació va repartir diverses fotografies d'Alfred Tennyson i Thomas Carlyle als maleters, com a propina.
Un cop a Ceilan, la seva afició a la fotografia va disminuir, en part per les dificultats per a obtenir els productes químics i aigua necessaris per a revelar i fer còpies, i en part perquè allà no tenia accés a cap comunitat artística (a diferència de Londres, on estava en contacte amb la Little Holland House, que regentava la seva germana). Per aquests motius va fer menys fotografies, i aquestes eren de persones de Ceilan fent posats, tal com feia amb els seus veïns anglesos. Quasi cap de les fotografies d'aquella època s'ha conservat. Cameron va agafar un fort refredat, i va morir el 1879.

## Autobiografia

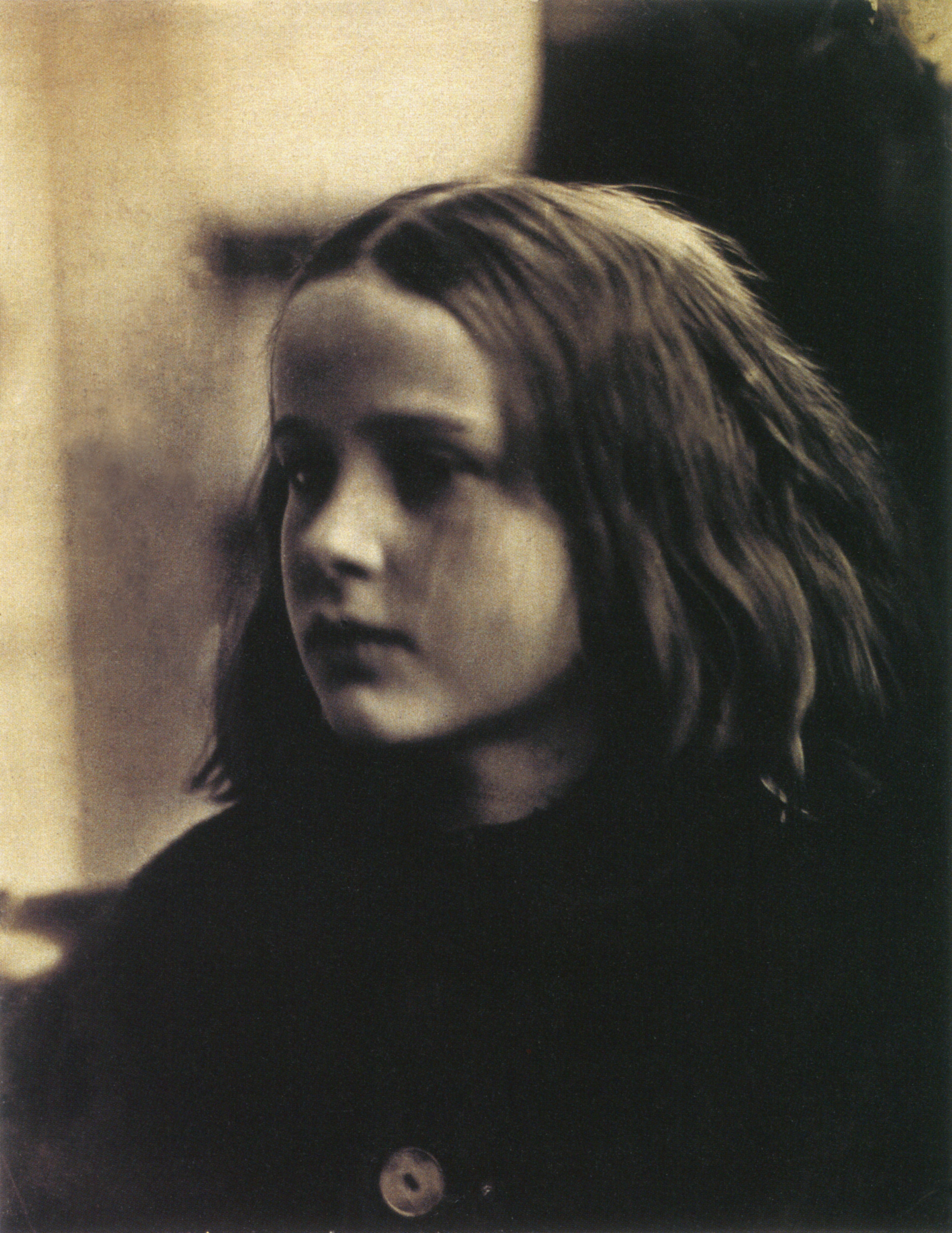
Annie, my first success (1864); còpia a l'albúmina

A la seva autobiografia Annals of my glass house, publicada l'any 1874, Cameron relata la seva passió per la fotografia: aquesta comença amb la càmera que li va regalar la seva filla i així ella es determina a capturar la bellesa amb aquesta càmera. En un principi no sabia com utilitzar-la, i el seu primer retratat va ser un granger que pagava mitja corona per hora; després de moltes mitges corones invertides a experimentar va obtenir la seva primera fotografia «bona». Més tard va provar amb els nens, i el seu fill, de vacances d'Oxford, la va ajudar amb la dificultat que li suposava l'enfocament.
A mitjan procés d'aconseguir una fotografia, un nen va riure i li va fer perdre'n la presa, de manera que ho va intentar amb una sola nena, Annie, explicant-li el malbaratament de químics i esforços si es movia, ja que necessitava un temps d'exposició molt llarg. Va ser així com va realitzar la foto anomenada My first success, («El meu primer èxit»); la va revelar i ampliar en 11×9, i cap premi posterior la va fer tan feliç com aquell dia.
A l'autobiografia, Cameron parla del discutit desenfocament de les seves fotografies, i explica com aquesta primera imatge que va prendre la va marcar. Tant aquesta com les altres fotografies estaven una miqueta desenfocades, però tenien un encant especial, així que quan començava a enfocar i arribava a alguna cosa que per al seu ull era bonica, parava i ho fotografiava en comptes de continuar fins a l'enfocament definitiu que els altres fotògrafs perseguien. Segons ella, doncs, el desenfocament era deliberat, ja que era una cosa que ella buscava.
Cameron relata com el maig de 1865 va enviar les seves fotografies de la madonna a Escòcia a un concurs, però no va guanyar. Per fer aquestes fotos de la madonna, Cameron va retratar Mary Hillier, una amiga i una de les seves models més constants, i les nenes Elizabeth i Kate Kuhn, filles d'un guarda de l'illa de Wight. Va vestir Mary com la madonna de les pintures renaixentistes i va pintar un halo al voltant del seu cap directament en el negatiu per imbuir l'escena d'una sensació sacra. Després les va enviar a Berlín, la ciutat de la fotografia artística, segons ella, i va ser premiada amb una medalla de bronze i a l'any següent amb la medalla d'or. L'institut Hartley, al seu torn, la va premiar amb una medalla de plata.
La simpatia personal dels seus amics i familiars sempre la van ajudar, el seu marit mirava totes i cadascuna de les fotografies amb satisfacció; ella va prendre per costum anar corrent a ensenyar-li cada placa de vidre, ja que usava la tècnica del col·lodió humit, i ell les acollia amb entusiasme.
En aquest llibre, també relata com fotografiava els seus amics, en fer-ne personatges, com quan va fotografiar el seu amic sir Henry Taylor convertint-lo en el frare Lawrence, per a la fotografia Friar Lawrence and Juliet, o en Pròsper, el duc milanès de La tempesta de William Shakespeare, per a la fotografia Prospero and Miranda, o imitant el profeta Jeremies del pintor Masaccio en el seu quadre Pagament del tribut, en què es veu clara la influència de la pintura prerafaelita (la pintura religiosa italiana) en l'obra de Cameron; tant és així, que reproduïa pintures amb persones reals, retratant-les en comptes de pintar-les, però mantenint el toc pictòric i poètic.

## Llegat

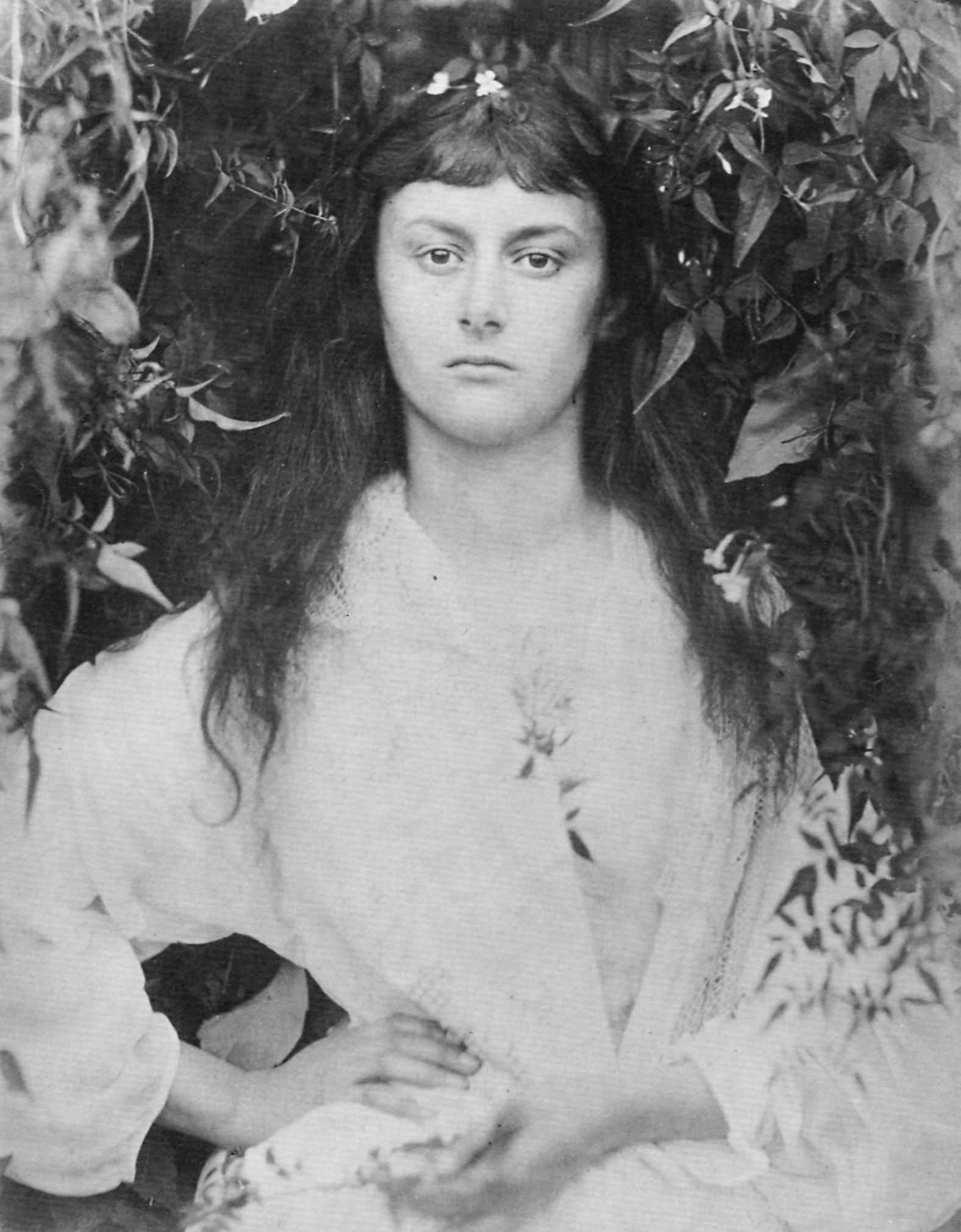
Alice Liddell (1872); còpia a l'albúmina

No va ser fins al 1948, quan el fotògraf i historiador Helmut Gernsheim va escriure un llibre sobre la seva obra, que les fotografies de Cameron es van fer més conegudes. L'any 1977 Gernsheim va assenyalar que, malgrat que era una bona fotògrafa, no havia deixat petjada en la història estètica de la fotografia, perquè els seus contemporanis no apreciaven gaire la seva obra i, per tant, no va ser imitada. Malgrat això, aquesta situació ja va canviar en aquells moments gràcies a la popularització de la seva obra. Per exemple, el 1975 la fotògrafa Imogen Cunningham ja havia dit: «m'agradaria que la fotografia de retrat tornés a Julia Margaret Cameron. No crec que hi hagi ningú millor».
L'any 2013 Getty Images, en un peu de foto d'un retrat que Cameron va fer d'Alice Liddell, va dir que «els retrats fotogràfics de Cameron són considerats d'entre els millors de la història inicial de la fotografia».